# Список призёров чемпионатов мира по лыжным гонкам среди женщин
Список призёров чемпионатов мира по лыжным гонкам

## 10 км
| Чемпионат                       | Золото                                      | Серебро                                     | Бронза                                      |
| ------------------------------- | ------------------------------------------- | ------------------------------------------- | ------------------------------------------- |
| 1954 Фалун                      | Любовь Козырева (СССР)                      | Сийри Рантанен (Финляндия)                  | Мирья Хиетамиес (Финляндия)                 |
| 1958 Лахти                      | Алевтина Колчина (СССР)                     | Любовь Козырева (СССР)                      | Сийри Рантанен (Финляндия)                  |
| 1962 Закопане                   | Алевтина Колчина (СССР)                     | Мария Гусакова (СССР)                       | Радья Ерошина (СССР)                        |
| 1966 Осло-Хольменколлен         | Клавдия Боярских (СССР)                     | Алевтина Колчина (СССР)                     | Тойни Густафссон (Швеция)                   |
| 1970 Высоке Татры               | Алевтина Олюнина (СССР)                     | Марьятта Кайосмаа (Финляндия)               | Галина Кулакова (СССР)                      |
| 1974 Фалун                      | Галина Кулакова (СССР)                      | Барбара Петцольд (ГДР)                      | Хелена Такало (Финляндия)                   |
| 1978 Лахти                      | Зинаида Амосова (СССР)                      | Раиса Сметанина (СССР)                      | Хилькка Рийхивуори (Финляндия)              |
| 1982 Осло-Хольменколлен         | Берит Эунли (Норвегия)                      | Хилькка Рийхивуори (Финляндия)              | Квета Ериова (Чехословакия)                 |
| 1985 Зеефельд                   | Анетте Бёе (Норвегия)                       | Марья-Лийса Кирвесниеми (Финляндия)         | Грете Ингеборг Нюккельмо (Норвегия)         |
| 1987 Оберстдорф                 | Анне Ярен (Норвегия)                        | Марьо Матикайнен (Финляндия)                | Бритт Петтерсен (Норвегия)                  |
| 1989 Лахти (классический стиль) | Марья-Лийса Кирвесниеми (Финляндия)         | Пиркко Мяяття (Финляндия)                   | Марьо Матикайнен (Финляндия)                |
| 1989 Лахти (свободный стиль)    | Елена Вяльбе (СССР)                         | Марьо Матикайнен (Финляндия)                | Тамара Тихонова (СССР)                      |
| 1991 Валь-ди-Фьемме             | Елена Вяльбе (СССР)                         | Мари-Хелен Вестин (Швеция)                  | Тамара Тихонова (СССР)                      |
| 1993-1999                       | Гонка не включалась в программу чемпионатов | Гонка не включалась в программу чемпионатов | Гонка не включалась в программу чемпионатов |
| 2001 Лахти                      | Бенте Скари (Норвегия)                      | Ольга Данилова (Россия)                     | Лариса Лазутина (Россия)                    |
| 2003 Валь-ди-Фьемме             | Бенте Скари (Норвегия)                      | Кристина Шмигун (Эстония)                   | Хильде Педерсен (Норвегия)                  |
| 2005 Оберстдорф                 | Катержина Нойманова (Чехия)                 | Юлия Чепалова (Россия)                      | Марит Бьёрген (Норвегия)                    |
| 2007 Саппоро                    | Катержина Нойманова (Чехия)                 | Ольга Завьялова (Россия)                    | Арианна Фоллис (Италия)                     |
| 2009 Либерец                    | Айно-Кайса Сааринен (Финляндия)             | Марианна Лонга (Италия)                     | Юстина Ковальчик (Польша)                   |
| 2011 Осло-Хольменколлен         | Марит Бьёрген (Норвегия)                    | Юстина Ковальчик (Польша)                   | Айно-Кайса Сааринен (Финляндия)             |
| 2013 Валь-ди-Фьемме             | Тереза Йохауг (Норвегия)                    | Марит Бьёрген (Норвегия)                    | Юлия Чекалёва (Россия)                      |
| 2015 Фалун                      | Шарлотт Калла (Швеция)                      | Джессика Диггинс (США)                      | Кэйтлин Грегг (США)                         |
| 2017 Лахти                      | Марит Бьёрген (Норвегия)                    | Шарлотт Калла (Швеция)                      | Астрид Якобсен (Норвегия)                   |
| 2019 Зефельд                    | Тереза Йохауг (Норвегия)                    | Фрида Карлссон (Швеция)                     | Ингвильд Эстберг (Норвегия)                 |
| 2021 Оберстдорф                 | Тереза Йохауг (Норвегия)                    | Фрида Карлссон (Швеция)                     | Эбба Андерссон (Швеция)                     |

## Эстафета
| Чемпионат               | Золото                                                                                   | Серебро                                                                                  | Бронза                                                                                      |
| ----------------------- | ---------------------------------------------------------------------------------------- | ---------------------------------------------------------------------------------------- | ------------------------------------------------------------------------------------------- |
| Эстафета 3x5 км         |                                                                                          |                                                                                          |                                                                                             |
| 1954 Фалун              | СССР · Любовь Козырева · Маргарита Масленникова · Валентина Царёва                       | Финляндия · Сиркка Полкунен · Мирья Хиетамиес · Сийри Рантанен                           | Швеция · Анна-Лиса Эрикссон · Марта Норберг · Соня Эдстрём                                  |
| 1958 Лахти              | СССР · Радья Ерошина · Алевтина Колчина · Любовь Козырева                                | Финляндия · Тойни Миккола-Пёюсти · Пиркко Коркеэ · Сийри Рантанен                        | Швеция · Марта Норберг · Ирма Юханссон · Соня Эдстрём                                       |
| 1962 Закопане           | СССР · Любовь Козырева · Мария Гусакова · Алевтина Колчина                               | Швеция · Барбро Мартинссон · Бритт Страндберг · Тойни Густафссон                         | Финляндия · Сийри Рантанен · Ээва Руоппа · Мирья Лехтонен                                   |
| 1966 Осло-Хольменколлен | СССР · Клавдия Боярских · Рита Ачкина · Алевтина Колчина                                 | Норвегия · Ингрид Вигернес · Ингер Эуфлес · Берит Мёрдре                                 | Швеция · Барбро Мартинссон · Бритт Страндберг · Тойни Густафссон                            |
| 1970 Высоке Татры       | СССР · Нина Балдычёва · Галина Кулакова · Алевтина Олюнина                               | ГДР · Габриэль Хаупт · Ренате Фишер · Анна Унгер                                         | Финляндия · Сенья Пусула · Хелена Такало · Марьятта Кайосмаа                                |
| Эстафета 4x5 км         |                                                                                          |                                                                                          |                                                                                             |
| 1974 Фалун              | СССР · Нина Балдычёва · Нина Селюнина · Раиса Сметанина · Галина Кулакова                | ГДР · Сигрун Краузе · Петра Хинце · Барбара Петцольд · Вероника Шмидт                    | Чехословакия · Алена Бартошова · Габриела Секаёва · Мирослава Яшковска · Бланка Паулу       |
| 1978 Лахти              | Финляндия · Тайна Импиё · Марья-Лийса Хямяляйнен · Хилькка Рийхивуори · Хелена Такало    | ГДР · Марлис Росток · Биргит Шрайбер · Барбара Петцольд · Кристель Майнель               | СССР · Нина Рочева · Зинаида Амосова · Раиса Сметанина · Галина Кулакова                    |
| 1982 Осло-Хольменколлен | Норвегия · Анетте Бёе · Ингер Хелене Нюбротен · Берит Эунли · Бритт Петтерсен            | СССР · Любовь Лядова · Любовь Заболотская · Раиса Сметанина · Галина Кулакова            | ГДР · Петра Сёлтер · Карола Андинг · Барбара Петцольд · Вероника Хессе                      |
| 1985 Зеефельд           | СССР · Тамара Тихонова · Раиса Сметанина · Лилия Васильченко · Анфиса Романова           | Норвегия · Анетте Бёе · Анне Ярен · Грете Ингеборг Нюккельмо · Берит Эунли               | ГДР · Мануэла Дрешер · Габи Нестлер · Антье Мизерски · Уте Ноак                             |
| 1987 Оберстдорф         | СССР · Антонина Ордина · Нина Гаврылюк · Лариса Птицына · Анфиса Резцова                 | Норвегия · Марианне Дальмо · Нина Шейме · Анне Ярен · Анетте Бёе                         | Швеция · Магдалена Валлин · Карин Ламберг-Ског · Анника Дальман · Мари-Хелен Вестин         |
| 1989 Лахти              | Финляндия · Пиркко Мяяття · Марья-Лийса Кирвесниеми · Яана Саволайнен · Марьо Матикайнен | СССР · Юлия Шамшурина · Раиса Сметанина · Тамара Тихонова · Елена Вяльбе                 | Норвегия · Ингер Хелене Нюбротен · Анне Ярен · Нина Шейме · Марианне Дальмо                 |
| 1991 Валь-ди-Фьемме     | СССР · Любовь Егорова · Раиса Сметанина · Тамара Тихонова · Елена Вяльбе                 | Италия · Биче Ванцетта · Мануэла Ди Чента · Габриэлла Паруцци · Стефания Бельмондо       | Норвегия · Сульвайг Педерсен · Ингер Хелене Нюбротен · Элин Нильсен · Труде Дюбендаль       |
| 1993 Фалун              | Россия · Елена Вяльбе · Лариса Лазутина · Нина Гаврылюк · Любовь Егорова                 | Италия · Габриэлла Паруцци · Биче Ванцетта · Мануэла Ди Чента · Стефания Бельмондо       | Норвегия · Труде Дюбендаль · Ингер Хелене Нюбротен · Анита Моэн · Элин Нильсен              |
| 1995 Тандер-Бей         | Россия · Ольга Данилова · Елена Вяльбе · Лариса Лазутина · Нина Гаврылюк                 | Норвегия · Марит Миккельспласс · Ингер Хелене Нюбротен · Элин Нильсен · Анита Моэн       | Швеция · Фритьофф, Анна · Мари-Хелен Вестин · Антонина Ордина · Анетт Фанквист              |
| 1997 Тронхейм           | Россия · Ольга Данилова · Лариса Лазутина · Нина Гаврылюк · Елена Вяльбе                 | Норвегия · Бенте Мартинсен · Марит Миккельспласс · Элин Нильсен · Труде Дюбендаль        | Финляндия · Риикка Сирвио · Тууликки Пюукёнен · Кати Пулккинен · Сату Салонен               |
| 1999 Рамзау             | Россия · Ольга Данилова · Лариса Лазутина · Анфиса Резцова · Нина Гаврылюк               | Италия · Сабина Вальбуза · Габриэлла Паруцци · Антонелла Конфортола · Стефания Бельмондо | Германия · Виола Бауэр · Рамона Рот · Эви Захенбахер · Сигрид Вилле                         |
| 2001 Лахти              | Россия · Ольга Данилова · Лариса Лазутина · Юлия Чепалова · Нина Гаврылюк                | Норвегия · Анита Моэн · Бенте Скари · Элин Нильсен · Хильде Педерсен                     | Италия · Габриэлла Паруцци · Сабина Вальбуза · Стефания Бельмондо · Кристина Палуселли      |
| 2003 Валь-ди-Фьемме     | Германия · Мануэла Хенкель · Виола Бауэр · Клаудия Кюнцель · Эви Захенбахер              | Норвегия · Анита Моэн · Марит Бьёрген · Хильде Педерсен · Вибеке Скофтеруд               | Россия · Наталья Коростелёва · Ольга Завьялова · Елена Бурухина · Нина Гаврылюк             |
| 2005 Оберстдорф         | Норвегия · Вибеке Скофтеруд · Хильде Педерсен · Кристин Стейра · Марит Бьёрген           | Россия · Лариса Куркина · Наталья Баранова · Евгения Медведева · Юлия Чепалова           | Италия · Габриэлла Паруцци · Антонелла Конфортола · Сабина Вальбуза · Арианна Фоллис        |
| 2007 Саппоро            | Финляндия · Вирпи Куйтунен · Айно-Кайса Сааринен · Рийта-Лийса Ропонен · Пирьё Маннинен  | Германия · Штефани Бёлер · Виола Бауэр · Клаудия Кюнцель · Эви Захенбахер                | Норвегия · Вибеке Скофтеруд · Марит Бьёрген · Кристин Стейра · Астрид Якобсен               |
| 2009 Либерец            | Финляндия · Пирьё Муранен · Вирпи Куйтунен · Рийта-Лийса Ропонен · Айно-Кайса Сааринен   | Германия · Катрин Целлер · Эви Захенбахер · Мириам Гёсснер · Клаудия Нюстад              | Швеция · Лина Андерссон · Бритта Норгрен · Анна Хог · Шарлотт Калла                         |
| 2011 Осло-Хольменколлен | Норвегия · Вибеке Скофтеруд · Тереза Йохауг · Кристин Стейра · Марит Бьёрген             | Швеция · Ида Ингемарсдоттер · Анна Хог · Бритта Норгрен · Шарлотт Калла                  | Финляндия · Пирьё Муранен · Айно-Кайса Сааринен · Рийта-Лийса Ропонен · Криста Ляхтеэнмяки  |
| 2013 Валь-ди-Фьемме     | Норвегия · Хейди Венг · Тереза Йохауг · Кристин Стейра · Марит Бьёрген                   | Швеция · Ида Ингемарсдоттер · Эмма Викен · Анна Хог · Шарлотт Калла                      | Россия · Юлия Иванова · Алия Иксанова · Мария Гущина · Юлия Чекалёва                        |
| 2015 Фалун              | Норвегия · Хейди Венг · Тереза Йохауг · Астрид Якобсен · Марит Бьёрген                   | Швеция · София Блекур · Шарлотт Калла · Мария Рюдквист · Стина Нильссон                  | Финляндия · Айно-Кайса Сааринен · Кертту Нисканен · Рийта-Лийса Ропонен · Криста Пярмякоски |
| 2017 Лахти              | Норвегия · Майкен Касперсен Фалла · Хейди Венг · Астрид Якобсен · Марит Бьёрген          | Швеция · Анна Хог · Шарлотт Калла · Эбба Андерссон · Стина Нильссон                      | Финляндия · Айно-Кайса Сааринен · Кертту Нисканен · Лаура Мононен · Криста Пярмякоски       |
| 2019 Зефельд            | Швеция · Эбба Андерссон · Фрида Карлссон · Шарлотт Калла · Стина Нильссон                | Норвегия · Хейди Венг · Ингвильд Эстберг · Астрид Якобсен · Тереза Йохауг                | Россия · Юлия Белорукова · Анастасия Седова · Анна Нечаевская · Наталья Непряева            |
| 2021 Оберстдорф         | Норвегия · Тириль Уднес Венг · Хейди Венг · Тереза Йохауг · Хелене Мари Фоссесхолм       | Команда РСФ Яна Кирпиченко Юлия Ступак Татьяна Сорина Наталья Непряева                   | Финляндия · Ясми Йоэнсуу · Йоханна Матинтало · Риита-Лииса Ропонен · Криста Пярмякоски      |

## 5 км (гонка исключена из программы чемпионатов)
| Чемпионат               | Золото                                     | Серебро                                    | Бронза                                     |
| ----------------------- | ------------------------------------------ | ------------------------------------------ | ------------------------------------------ |
| 1962 Закопане           | Алевтина Колчина (СССР)                    | Любовь Баранова (СССР)                     | Мария Гусакова (СССР)                      |
| 1966 Осло-Хольменколлен | Алевтина Колчина (СССР)                    | Клавдия Боярских (СССР)                    | Рита Ачкина (СССР)                         |
| 1970 Высоке Татры       | Галина Кулакова (СССР)                     | Галина Пилюшенко (СССР)                    | Нина Фёдорова (СССР)                       |
| 1974 Фалун              | Галина Кулакова (СССР)                     | Бланка Паулу (Чехословакия)                | Раиса Сметанина (СССР)                     |
| 1978 Лахти              | Хелена Такало (Финляндия)                  | Хилькка Рийхивуори (Финляндия)             | Раиса Сметанина (СССР)                     |
| 1982 Осло-Хольменколлен | Берит Эунли (Норвегия)                     | Хилькка Рийхивуори (Финляндия)             | Бритт Петтерсен (Норвегия)                 |
| 1985 Зеефельд           | Анетте Бёе (Норвегия)                      | Марья-Лийса Кирвесниеми (Финляндия)        | Грете Ингеборг Нюккельмо (Норвегия)        |
| 1987 Оберстдорф         | Марьо Матикайнен (Финляндия)               | Анфиса Резцова (СССР)                      | Эви Кратцер (Швейцария)                    |
| 1989                    | Гонка не включалась в программу чемпионата | Гонка не включалась в программу чемпионата | Гонка не включалась в программу чемпионата |
| 1991 Валь-ди-Фьемме     | Труде Дюбендаль (Норвегия)                 | Марья-Лийса Кирвесниеми (Финляндия)        | Мануэла Ди Чента (Италия)                  |
| 1993 Фалун              | Лариса Лазутина (Россия)                   | Любовь Егорова (Россия)                    | Труде Дюбендаль (Норвегия)                 |
| 1995 Тандер-Бей         | Лариса Лазутина (Россия)                   | Нина Гаврылюк (Россия)                     | Мануэла Ди Чента (Италия)                  |
| 1997 Тронхейм           | Елена Вяльбе (Россия)                      | Стефания Бельмондо (Италия)                | Ольга Данилова (Россия)                    |
| 1999 Рамзау             | Бенте Мартинсен (Норвегия)                 | Ольга Данилова (Россия)                    | Катержина Нойманова (Чехия)                |

## 20 км и 30 км
| Чемпионат               | Золото                              | Серебро                     | Бронза                         |
| ----------------------- | ----------------------------------- | --------------------------- | ------------------------------ |
| 20 км                   |                                     |                             |                                |
| 1978 Лахти              | Зинаида Амосова (СССР)              | Раиса Сметанина (СССР)      | Хелена Такало (Финляндия)      |
| 1980 Фалун              | Вероника Хессе (ГДР)                | Галина Кулакова (СССР)      | Раиса Сметанина (СССР)         |
| 1982 Осло-Хольменколлен | Раиса Сметанина (СССР)              | Берит Эунли (Норвегия)      | Хилькка Рийхивуори (Финляндия) |
| 1985 Зеефельд           | Грете Ингеборг Нюккельмо (Норвегия) | Бритт Петтерсен (Норвегия)  | Анетте Бёе (Норвегия)          |
| 30 км                   |                                     |                             |                                |
| 1987 Оберстдорф         | Мари-Хелен Вестин (Швеция)          | Анфиса Резцова (СССР)       | Лариса Птицына (СССР)          |
| 1989 Лахти              | Елена Вяльбе (СССР)                 | Лариса Лазутина (СССР)      | Марьо Матикайнен (Финляндия)   |
| 1991 Валь-ди-Фьемме     | Любовь Егорова (СССР)               | Елена Вяльбе (СССР)         | Мануэла Ди Чента (Италия)      |
| 1993 Фалун              | Стефания Бельмондо (Италия)         | Мануэла Ди Чента (Италия)   | Любовь Егорова (Россия)        |
| 1995 Тандер-Бей         | Елена Вяльбе (Россия)               | Мануэла Ди Чента (Италия)   | Антонина Ордина (Швеция)       |
| 1997 Тронхейм           | Елена Вяльбе (Россия)               | Стефания Бельмондо (Италия) | Марит Миккельспласс (Норвегия) |
| 1999 Рамзау             | Лариса Лазутина (Россия)            | Ольга Данилова (Россия)     | Кристина Шмигун (Эстония)      |
| 2001                    | Гонка отменена                      | Гонка отменена              | Гонка отменена                 |
| 2003 Валь-ди-Фьемме     | Ольга Завьялова (Россия)            | Елена Бурухина (Россия)     | Кристина Шмигун (Эстония)      |
| 2005 Оберстдорф         | Марит Бьёрген (Норвегия)            | Вирпи Куйтунен (Финляндия)  | Наталья Баранова (Россия)      |
| 2007 Саппоро            | Вирпи Куйтунен (Финляндия)          | Кристин Стейра (Норвегия)   | Терезе Йохёуг (Норвегия)       |
| 2009 Либерец            | Юстина Ковальчик (Польша)           | Евгения Медведева (Россия)  | Валентина Шевченко (Украина)   |
| 2011 Осло-Хольменколлен | Терезе Йохёуг (Норвегия)            | Марит Бьёрген (Норвегия)    | Юстина Ковальчик (Польша)      |
| 2013 Валь-ди-Фьемме     | Марит Бьёрген (Норвегия)            | Юстина Ковальчик (Польша)   | Терезе Йохёуг (Норвегия)       |
| 2015 Фалун              | Терезе Йохёуг (Норвегия)            | Марит Бьёрген (Норвегия)    | Шарлотт Калла (Швеция)         |
| 2017 Лахти              | Марит Бьёрген (Норвегия)            | Хейди Венг (Норвегия)       | Астрид Якобсен (Норвегия)      |
| 2019 Зефельд            | Тереза Йохауг (Норвегия)            | Ингвильд Эстберг (Норвегия) | Фрида Карлссон (Швеция)        |
| 2021 Оберстдорф         | Тереза Йохауг (Норвегия)            | Хейди Венг (Норвегия)       | Фрида Карлссон (Швеция)        |

## 15 км (гонка исключена из программы чемпионатов)
| Чемпионат           | Золото                       | Серебро                             | Бронза                           |
| ------------------- | ---------------------------- | ----------------------------------- | -------------------------------- |
| 1989 Лахти          | Марьо Матикайнен (Финляндия) | Марья-Лийса Кирвесниеми (Финляндия) | Пиркко Мяяття (Финляндия)        |
| 1991 Валь-ди-Фьемме | Елена Вяльбе (СССР)          | Труде Дюбендаль (Норвегия)          | Стефания Бельмондо (Италия)      |
| 1993 Фалун          | Елена Вяльбе (Россия)        | Марья-Лийса Кирвесниеми (Финляндия) | Марьют Ролиг (Финляндия)         |
| 1995 Тандер-Бей     | Лариса Лазутина (Россия)     | Елена Вяльбе (Россия)               | Ингер Хелене Нюбротен (Норвегия) |
| 1997 Тронхейм       | Елена Вяльбе (Россия)        | Стефания Бельмондо (Италия)         | Катержина Нойманова (Чехия)      |
| 1999 Рамзау         | Стефания Бельмондо (Италия)  | Кристина Шмигун (Эстония)           | Мария Тойрль (Австрия)           |
| 2001 Лахти          | Бенте Скари (Норвегия)       | Ольга Данилова (Россия)             | Кайса Варис (Финляндия)          |
| 2003 Валь-ди-Фьемме | Бенте Скари (Норвегия)       | Кристина Шмигун (Эстония)           | Ольга Завьялова (Россия)         |

## Гонка преследования/скиатлон
| Чемпионат                                                                                                | Золото                                            | Серебро                       | Бронза                          |
| --- | ------------------------------------------------- | ----------------------------- | ------------------------------- |
| 5 км классическим стилем (интервальный старт) + 10 км свободным стилем (преследование на следующий день) |                                                   |                               |                                 |
| 1993 Фалун                                                                                               | Стефания Бельмондо (Италия)                       | Лариса Лазутина (Россия)      | Любовь Егорова (Россия)         |
| 1995 Тандер-Бей                                                                                          | Лариса Лазутина (Россия)                          | Нина Гаврылюк (Россия)        | Ольга Данилова (Россия)         |
| 1997 Тронхейм                                                                                            | Елена Вяльбе (Россия) Стефания Бельмондо (Италия) |                               | Нина Гаврылюк (Россия)          |
| 1999 Рамзау                                                                                              | Стефания Бельмондо (Италия)                       | Нина Гаврылюк (Россия)        | Ирина Тереля (Украина)          |
| 5 км классическим стилем (интервальный старт) + 10 км свободным стилем (преследование в этот же день)    |                                                   |                               |                                 |
| 2001 Лахти                                                                                               | Вирпи Куйтунен (Финляндия)                        | Лариса Лазутина (Россия)      | Ольга Данилова (Россия)         |
| 5 км классическим стилем (масс-старт), затем 5 км свободным стилем (преследование)                       |                                                   |                               |                                 |
| 2003 Валь-ди-Фьемме                                                                                      | Кристина Шмигун (Эстония)                         | Эви Захенбахер (Германия)     | Ольга Завьялова (Россия)        |
| Масс-старт: 7,5 км классическим стилем, затем (после смены лыж) 7,5 км свободным стилем                  |                                                   |                               |                                 |
| 2005 Оберстдорф                                                                                          | Юлия Чепалова (Россия)                            | Марит Бьёрген (Норвегия)      | Кристин Стейра (Норвегия)       |
| 2007 Саппоро                                                                                             | Ольга Завьялова (Россия)                          | Катержина Нойманова (Чехия)   | Кристин Стейра (Норвегия)       |
| 2009 Либерец                                                                                             | Юстина Ковальчик (Польша)                         | Кристин Стейра (Норвегия)     | Айно-Кайса Сааринен (Финляндия) |
| 2011 Осло-Хольменколлен                                                                                  | Марит Бьёрген (Норвегия)                          | Юстина Ковальчик (Польша)     | Терезе Йохёуг (Норвегия)        |
| 2013 Валь-ди-Фьемме                                                                                      | Марит Бьёрген (Норвегия)                          | Терезе Йохёуг (Норвегия)      | Хейди Венг (Норвегия)           |
| 2015 Фалун                                                                                               | Терезе Йохёуг (Норвегия)                          | Астрид Якобсен (Норвегия)     | Шарлотт Калла (Швеция)          |
| 2017 Лахти                                                                                               | Марит Бьёрген (Норвегия)                          | Криста Пярмякоски (Финляндия) | Шарлотт Калла (Швеция)          |
| 2019 Зефельд                                                                                             | Тереза Йохауг (Норвегия)                          | Ингвильд Эстберг (Норвегия)   | Наталья Непряева (Россия)       |
| 2021 Оберстдорф                                                                                          | Тереза Йохауг (Норвегия)                          | Фрида Карлссон (Швеция)       | Эбба Андерссон (Швеция)         |

## Индивидуальный спринт
| Чемпионат               | Золото                            | Серебро                     | Бронза                            |
| ----------------------- | --------------------------------- | --------------------------- | --------------------------------- |
| 2001 Лахти              | Пирьё Маннинен (Финляндия)        | Кати Сундквист (Финляндия)  | Юлия Чепалова (Россия)            |
| 2003 Валь-ди-Фьемме     | Марит Бьёрген (Норвегия)          | Клаудия Кюнцель (Германия)  | Хильде Педерсен (Норвегия)        |
| 2005 Оберстдорф         | Эмели Эрстиг (Швеция)             | Лина Андерссон (Швеция)     | Сара Реннер (Канада)              |
| 2007 Саппоро            | Астрид Якобсен (Норвегия)         | Петра Майдич (Словения)     | Вирпи Куйтунен (Финляндия)        |
| 2009 Либерец            | Арианна Фоллис (Италия)           | Киккан Рэндалл (США)        | Пирьё Муранен (Финляндия)         |
| 2011 Осло-Хольменколлен | Марит Бьёрген (Норвегия)          | Арианна Фоллис (Италия)     | Петра Майдич (Словения)           |
| 2013 Валь-ди-Фьемме     | Марит Бьёрген (Норвегия)          | Ида Ингемарсдоттер (Швеция) | Майкен Касперсен Фалла (Норвегия) |
| 2015 Фалун              | Марит Бьёрген (Норвегия)          | Стина Нильссон (Швеция)     | Майкен Касперсен Фалла (Норвегия) |
| 2017 Лахти              | Майкен Касперсен Фалла (Норвегия) | Джессика Диггинс (США)      | Киккан Рэндалл (США)              |
| 2019 Зефельд            | Майкен Касперсен Фалла (Норвегия) | Стина Нильссон (Швеция)     | Мари Эйде (Норвегия)              |

## Командный спринт
| Чемпионат               | Золото                                               | Серебро                                              | Бронза                                               |
| ----------------------- | ---------------------------------------------------- | ---------------------------------------------------- | ---------------------------------------------------- |
| 2005 Оберстдорф         | Норвегия · Хильде Педерсен · Марит Бьёрген           | Финляндия · Рийта-Лийса Лассила · Пирьё Маннинен     | Россия · Юлия Чепалова · Алёна Сидько                |
| 2007 Саппоро            | Финляндия · Рийта-Лийса Ропонен · Вирпи Куйтунен     | Германия · Эви Захенбахер · Клаудия Нюстад           | Норвегия · Астрид Якобсен · Марит Бьёрген            |
| 2009 Либерец            | Финляндия · Айно-Кайса Сааринен · Вирпи Куйтунен     | Швеция · Анна Ульссон · Лина Андерссон               | Италия · Арианна Фоллис · Марианна Лонга             |
| 2011 Осло-Хольменколлен | Швеция · Ида Ингемарсдоттер · Шарлотт Калла          | Финляндия · Айно-Кайса Сааринен · Криста Ляхтеэнмяки | Норвегия · Майкен Касперсен Фалла · Астрид Якобсен   |
| 2013 Валь-ди-Фьемме     | США · Джессика Диггинс · Киккан Рэндалл              | Швеция · Шарлотт Калла · Ида Ингемарсдоттер          | Финляндия · Рийкка Сарасоя · Криста Ляхтеэнмяки      |
| 2015 Фалун              | Норвегия · Ингвильд Эстберг · Майкен Касперсен Фалла | Швеция · Ида Ингемарсдоттер · Стина Нильссон         | Польша · Юстина Ковальчик · Сильвия Яськовец         |
| 2017 Лахти              | Норвегия · Хейди Венг · Майкен Касперсен Фалла       | Россия · Юлия Белорукова · Наталья Матвеева          | США · Сэйди Бьорнсен · Джессика Диггинс              |
| 2019 Зефельд            | Швеция · Стина Нильссон · Мая Дальквист              | Словения · Катя Вишнар · Анамария Лампич             | Норвегия · Майкен Касперсен Фалла · Ингвильд Эстберг |